# Alséides

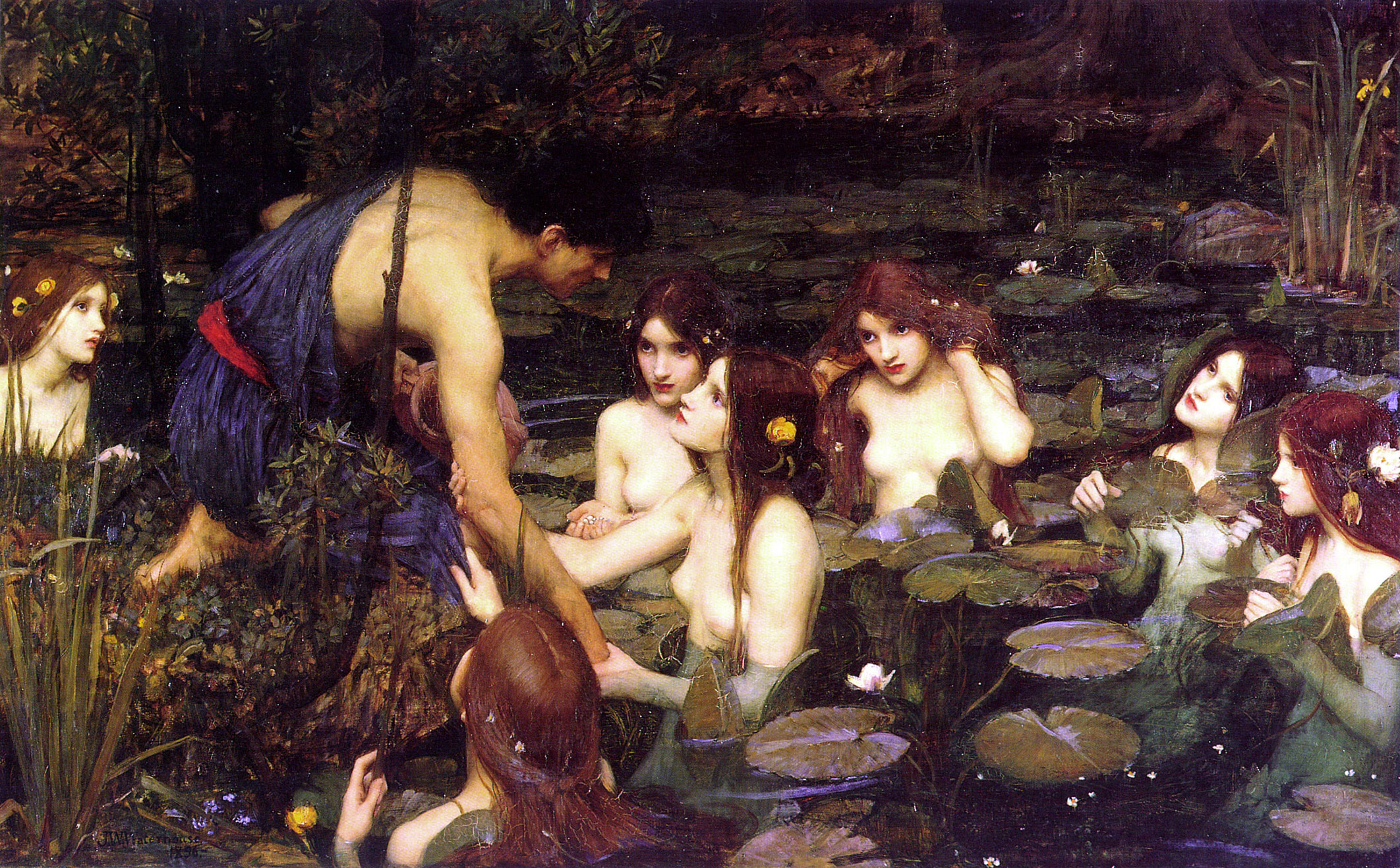
Hylas et les Nymphes (1896), John William Waterhouse

Dans la mythologie grecque, les alséides sont les nymphes des bocages et des sous-bois.
Ces nymphes étaients impliquées dans les Mystères d'Éleusis.

## Étymologie
Leur nom vient du grec ancien Ἀλσηΐδες / Alsēḯdes qui signifie « habitant des bois » c'est-à-dire les nymphes. Ce mot dérive de la forme ἄλσος / álsos qui signifie d'abord le « bois sacré », puis par extension tout lieu sacré ou consacré. Cette étymologie rend entièrement l'idée du sacré et de la dimension divine que les grecs voyaient dans la nature.

## Citations classiques
Parmi les auteurs classiques, le premier et peut-être le seul poète à faire référence aux Alséides est Homère. Plutôt qu'Alséide, il a utilisé l'orthographe alsea. Les trois utilisations d'alsea par Homère sont les suivantes :

« Les nymphes qui vivent dans les beaux bosquets (ἄλσεα / álsea), et les sources des rivières (πηγαὶ ποταμῶν / pēgaì potamôn) et les prairies herbeuses (πίσεα ποιήεντα / písea poiḗenta). »

« Elles [nymphes] viennent de sources (krênai), elles viennent de bosquets (alsea), elles viennent des rivières sacrées (ποταμοί / potamoí) qui coulent vers la mer. »

« Les nymphes [du mont Ida] qui hantent les bois agréables (alsea), ou de ceux qui habitent cette belle montagne (ὄρος / óros) et les sources des rivières (pegai potamon) et des hydromels herbeux (pisea). »

## Dans la culture populaire
- Les Alséides apparaissent dans le jeu de cartes à jouer et à collectionner Magic: The Gathering, plus précisément dans le monde sur le thème grec Theros, sur les cartes Alséide du don de vie[7], Alséide observatrice[8], et Alséides des moissons[9].
- Le jeu de cartes à jouer et à collectionner Force of Will présente également une carte dénommée Alséide, la Faucheuse s'inspirant d'elles[10].

## Source
- Apollonios de Rhodes, Argonautiques [détail des éditions] [lire en ligne] (I, 1066).